# ダヴィデ・ビラスキ
ダヴィデ・ビラスキ（Davide Biraschi，1994年7月2日 - ）は、イタリア・ローマ出身のサッカー選手。ポジションはディフェンダー。

## 代表歴
2017年6月16日のUEFA U-21欧州選手権におけるイタリアU-21代表にジャンルイジ・ドンナルンマらと選出された。